# Henry Littlewort
Henry Littlewort, de son nom complet Henry Charles Littlewort, est un footballeur amateur anglais né le 7 juillet 1882 à Elmsett et mort le 21 novembre 1934 à Londres. Il est médaillé d’or lors des Jeux olympiques de 1912, dans le tournoi de football avec la Grande-Bretagne.

## Biographie

### En club
Littlewort dispute un match pour le Crystal Palace le 19 janvier 1907, jouant comme milieu défensif lors d'une défaite 2-1 contre Fulham. Il continue sa carrière avec Fulham, puis avec Glossop North End (en), où il accumule 73 apparitions en championnat.

### En sélection
Littlewort représente l'équipe d'Angleterre amateur entre 1911 et 1913, avec laquelle il compte 9 sélections. En 1912, il est sélectionné pour faire partie de l'équipe olympique de Grande-Bretagne et participe à trois matchs lors des Jeux olympiques de 1912, remportant la médaille d'or dans le tournoi de football.

## Vie personnelle
Littlewort sert comme sergent dans les Royal Fusiliers durant la Première Guerre mondiale.